# Stictomela besucheti
Stictomela besucheti es una especie de coleóptero de la familia Endomychidae.

## Distribución geográfica
Habita en Kerala (India).